# Ivan Antun Zrinski

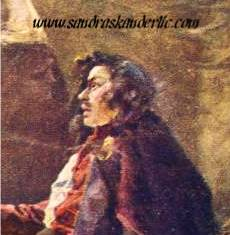
Ivan Antun Zrinski

Johann IV. Anton Balthasar Šubić von Zrin (kroatisch Ivan IV. Antun Baltazar Zrinski, ungarisch Zrínyi IV. János Antal; * 1651 in Ozalj (?); † 11. November 1703 in Graz) war ein kroatischer Adliger aus dem Hause Zrinski, der letzte männliche Spross seines Adelsgeschlechts.

## Leben
Johann IV. Anton Balthasar Zrinski war er der einzige Sohn von Petar Zrinski,  Ban von Kroatien, und dessen Ehefrau Ana Katarina geb. Frankopan. Er wurde in Prag ausgebildet und sprach sieben Fremdsprachen.
Als sein Vater die Zrinski-Frankopan-Verschwörung gegen den kroatisch-ungarischen König Leopold anführte, war Ivan Antun noch ein Kind. Nach der gescheiterten Rebellion verlor seine Familie ihr Vermögen. Obwohl er loyal zum König blieb, wurde Zrinski nach Meinung des Wiener Hofes eine verborgene Bedrohung für Leopold. 1683 wurde er schließlich des Hochverrats beschuldigt und festgenommen. Zwanzig Jahre verbrachte er in österreichischen Gefängnissen und Kerkern (zum Beispiel Rattenburg in Tirol und Schlossberg in Graz).
Gesundheitlich durch die Haft angeschlagen starb Zrinski an Lungenentzündung am 11. November 1703 in Graz und wurde heimlich im Dominikanerkloster beigesetzt. Die sterblichen Überreste des Grafen wurden 1944 in die Kathedrale der Himmelfahrt der seligen Jungfrau Maria in Zagreb umgebettet.